# General Madariaga (município)

General Madariaga (partido) é um partido (município) da província de Buenos Aires, na Argentina. Possuía, de acordo com estimativa de 2019, 21.436 habitantes.